# Vallentuna
La commune de Vallentuna est une commune suédoise du comté de Stockholm ; Environ 34100 personnes y vivent (2020). Son chef-lieu se situe à Vallentuna.

## Géographie
La superficie du territoire de la commune est de 357,74 kilomètres carrés (au 1er janvier 2016).
La municipalité est située dans les parties méridionales de la province d'Uppland et elle est voisine au nord et au nord-est de la commune de Norrtälje, au sud-est de la commune d'Österåker, au sud de la commune de Täby, au sud-ouest de la commune Väsby d'Uppland et au nord-ouest de la commune de Sigtuna, le tout dans le comté de Stockholm.

## Population
| 1950  | 1955  | 1960  | 1965  | 1970   |
| ----- | ----- | ----- | ----- | ------ |
| 5 787 | 6 553 | 7 346 | 9 175 | 12 711 |

| 1975   | 1980   | 1985   | 1990   | 1995   |
| ------ | ------ | ------ | ------ | ------ |
| 14 886 | 17 603 | 19 511 | 22 186 | 23 457 |

| 2000   | 2005   | 2010   | 2015   | 2020   |
| ------ | ------ | ------ | ------ | ------ |
| 25 228 | 27 397 | 30 114 | 32 380 | 34 119 |

## Subdivisions administratives

### Quartiers

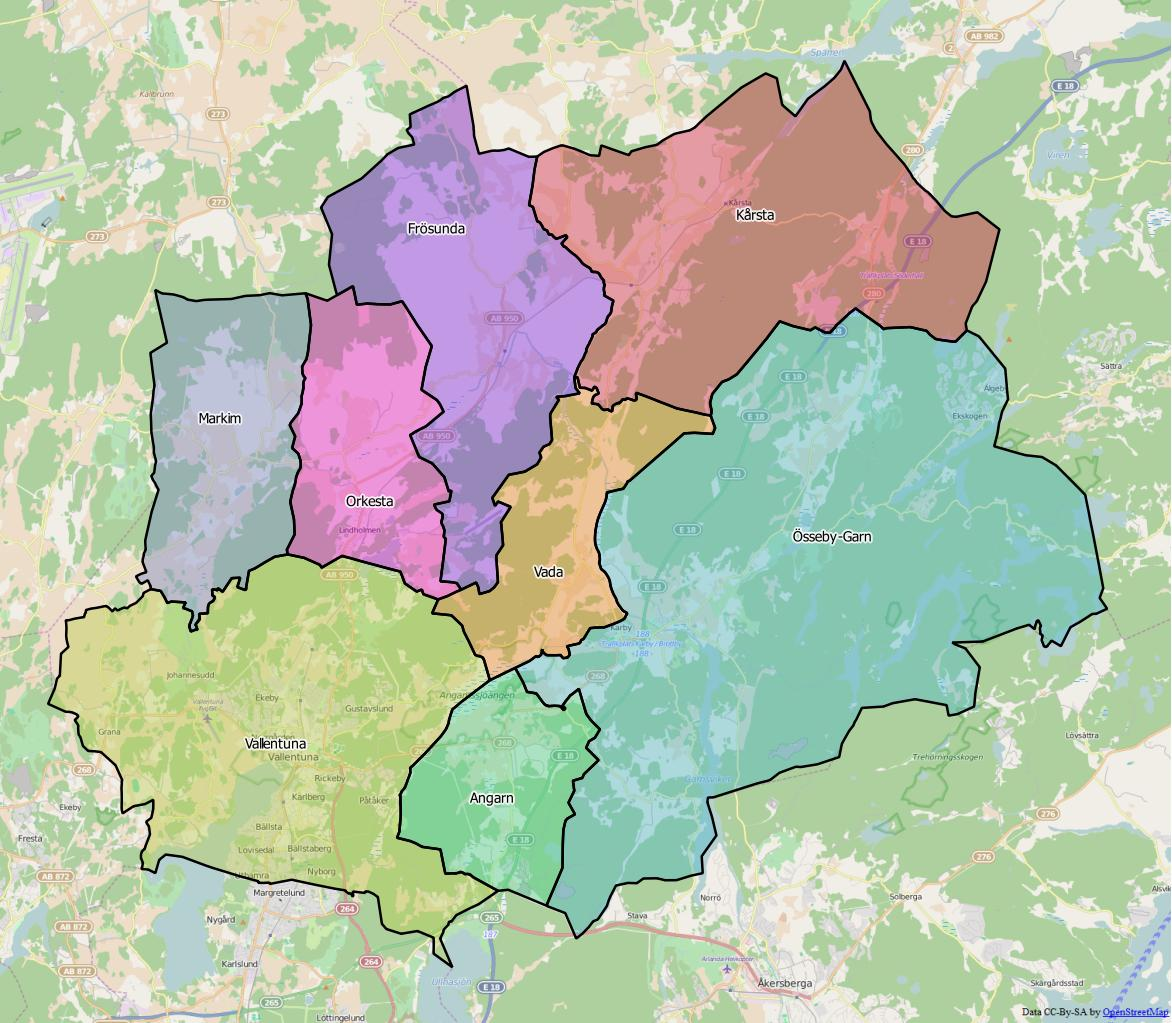
Districts de Vallentuna.

Depuis 2016, la commune est divisée en huit quartiers, qui correspondent aux anciennes paroisses :
- Angarn
- Frösunda
- Kårsta
- Markim
- Orkesta
- Vada
- Vallentuna
- Össeby-Garn

### Agglomérations
En 2020, 84,3 pour cent des habitants de la commune vivaient dans l'une des zones urbaines de la commune, ce qui était inférieur au chiffre correspondant pour le pays, où la moyenne était de 87,6 pour cent.
Selon la délimitation des zones urbaines de 2020 par agence des statistiques de  Suède, il y avait huit zones urbaines dans la municipalité de Vallentuna :
| Agglomérations                   | Habitants (2020) |
| -------------------------------- | ---------------- |
| Vallentuna*                      | 25 056           |
| Lindholmen                       | 1 186            |
| Karby                            | 838              |
| Kårsta                           | 513              |
| Ekskogen, Älgeby och Långsjötorp | 347              |
| Johannesudd                      | 306              |
| Ekskogen                         | 263              |
| Brottby                          | 248              |

## Transport
Du sud au nord-est, la commune est traversée par la route européenne 18, d'où part la route comtale 268 vers l'est à Karby.
La ligne Roslagsbanan (sv) s'étend à l'ouest dans une direction nord-sud.
Elle est desservie par Storstockholms Lokaltrafik avec des arrêts à Kragstalund, Bällsta, Vallentuna, Ormsta, Molnby, Lindholmen, Frösunda, Ekskogen et à Kårsta où se trouve le terminus.

## Personnalités
- Anneli Furmark, auteure de bande dessinée, y est née en 1962.
- ABBA: les 4 membres du célèbre groupe de musique pop suédois ont habité Vallentuna jusqu’en 1975